# Austria en los Juegos Paralímpicos de Atenas 2004
Austria estuvo representada en los Juegos Paralímpicos de Atenas 2004 por un total de 44 deportistas, 40 hombres y cuatro mujeres.

## Medallistas
El equipo paralímpico austríaco obtuvo las siguientes medallas:
| Nombre                            | Deporte           | Evento                                        |
| --------------------------------- | ----------------- | --------------------------------------------- |
| Oro                               |                   |                                               |
| Andrea Scherney                   | Atletismo         | Salto de longitud F44/46 femenino             |
| Thomas Geierspichler              | Atletismo         | 1500 m T52 masculino                          |
| Bil Marinkovic                    | Atletismo         | Jabalina F11 masculino                        |
| Georg Tischler                    | Atletismo         | Peso F54 masculino                            |
| Wolfgang Eibeck                   | Ciclismo en ruta  | Ruta/Contrarreloj LC1 masculino               |
| Christoph Etzlstorfer             | Ciclismo en ruta  | Contrarreloj triciclo manual HC A masculino   |
| Johann Mayrhofer                  | Ciclismo en ruta  | Ruta triciclo manual HC B/C masculino         |
| Stanislaw Fraczyk                 | Tenis de mesa     | Individual 9 masculino                        |
| Plata                             |                   |                                               |
| Thomas Geierspichler              | Atletismo         | 800 m T52 masculino                           |
| Thomas Geierspichler              | Atletismo         | 5000 m T52 masculino                          |
| Thomas Geierspichler              | Atletismo         | Maratón T52 masculino                         |
| Willibald Monschein               | Atletismo         | Peso F11 masculino                            |
| Rene Schwarz                      | Atletismo         | Peso F54 masculino                            |
| Wolfgang Eibeck                   | Ciclismo en pista | Persecución individual LC1 masculino          |
| Wolfgang Dabernig                 | Ciclismo en ruta  | Ruta/Contrarreloj LC4 masculino               |
| Johann Mayrhofer                  | Ciclismo en ruta  | Contrarreloj triciclo manual HC B/C masculino |
| Stanislaw Fraczyk Rene Gutdeutsch | Tenis de mesa     | Equipo 9 masculino                            |
| Hubert Aufschnaiter               | Tiro              | Pistola deportiva SH1 mixto                   |
| Bronce                            |                   |                                               |
| Thomas Geierspichler              | Atletismo         | 400 m T52 masculino                           |
| Dennis Wliszczak                  | Atletismo         | Salto de altura F42 masculino                 |
| Christoph Etzlstorfer             | Ciclismo en ruta  | Ruta triciclo manual HC A masculino           |
| Hubert Aufschnaiter               | Tiro              | Pistola de aire SH1 masculino                 |